# Storie di Noè (Paolo Uccello)

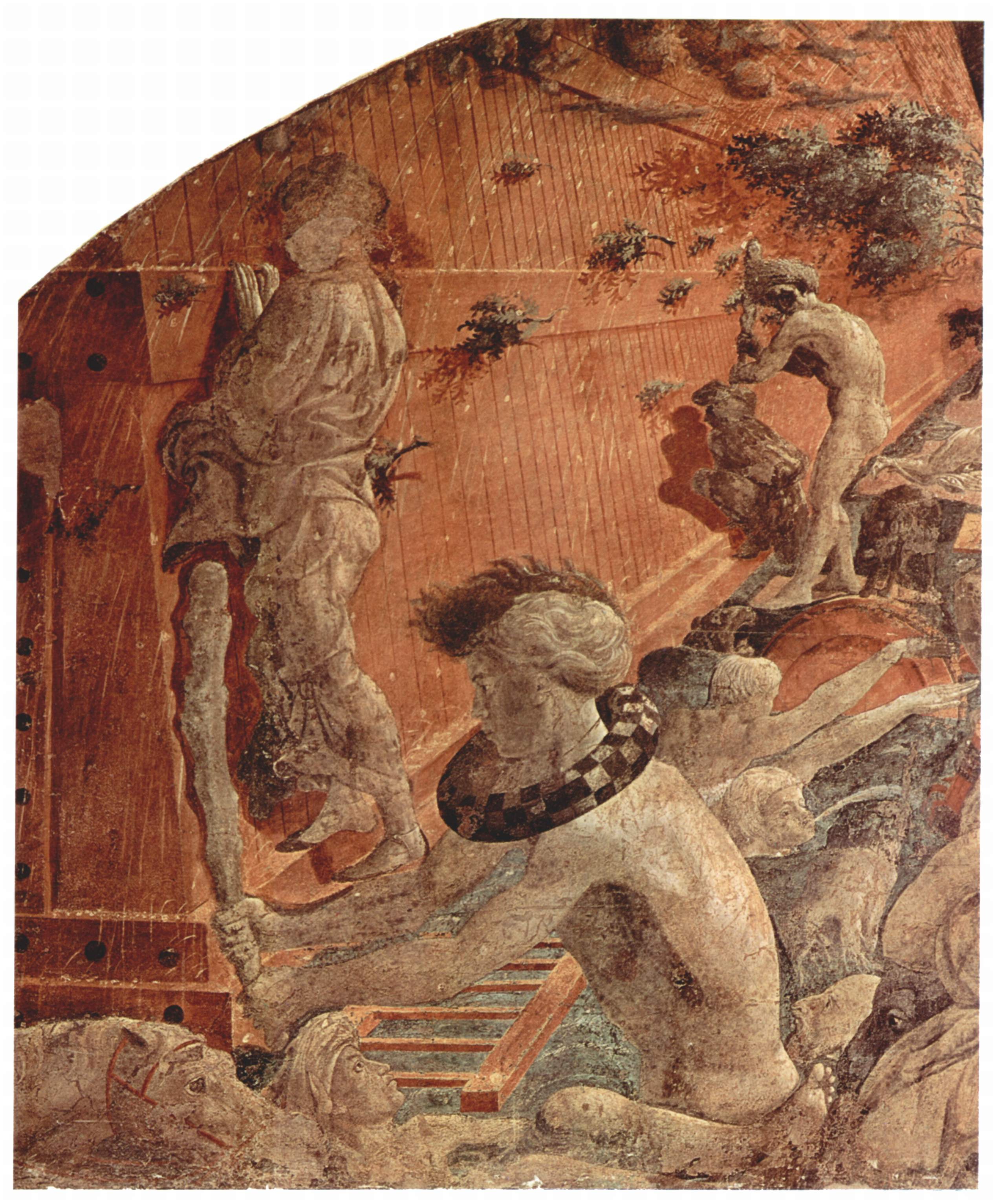
Il Diluvio

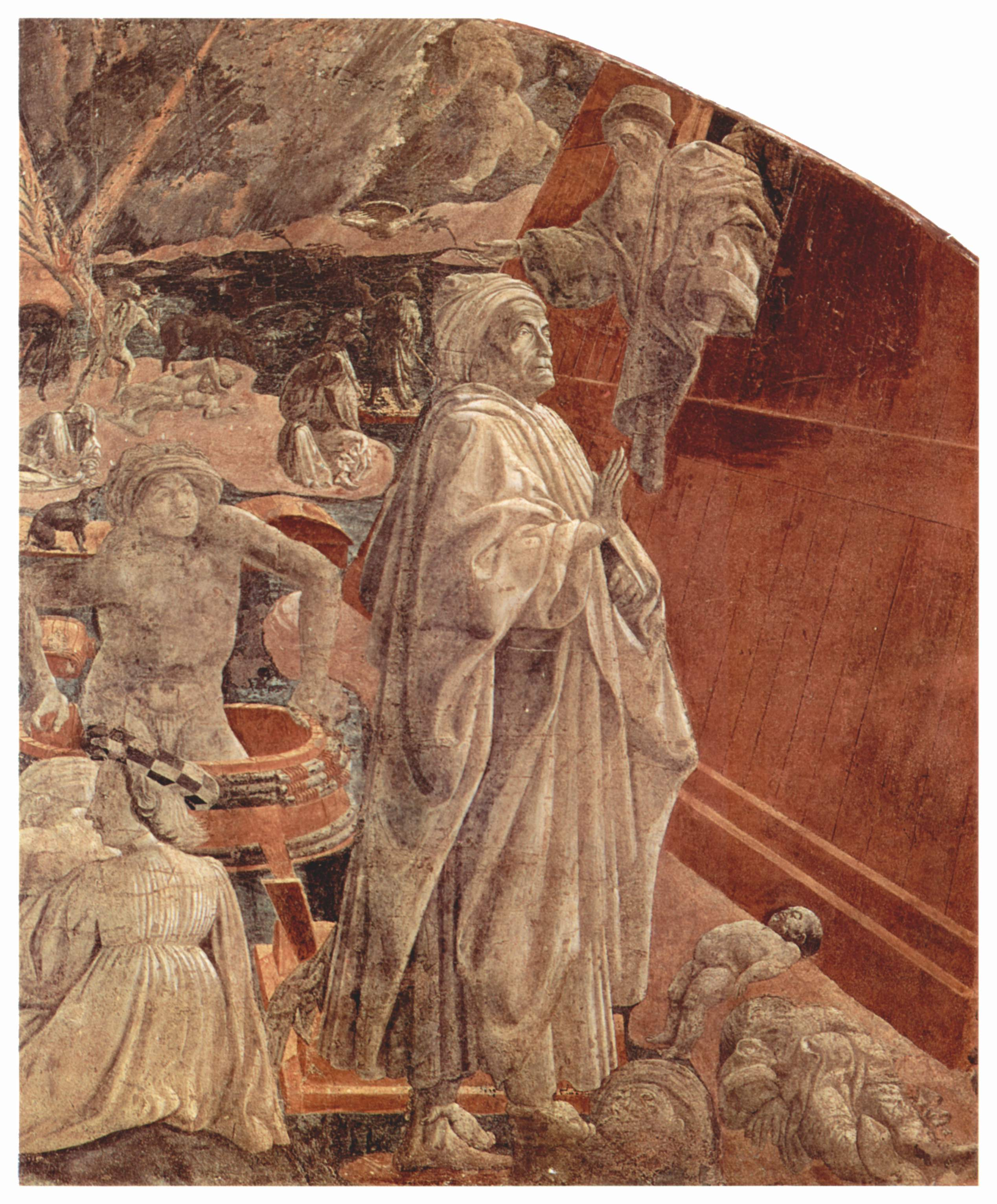
la Recessione delle acque

Le Storie di Noè sono una coppia di affreschi di Paolo Uccello, realizzati verso il 1436-1440 nel Chiostro Verde di Santa Maria Novella a Firenze. Come gli altri affreschi del chiostro sono a monocromo o "verdeterra" (da cui l'appellativo "Verde" del sito) e sono composti da due episodi sovrapposti: nella lunetta il Diluvio e recessione delle acque (215×510 cm) e nel riquadro sottostante il Sacrificio ed Ebbrezza di Noè (277×540 cm). Oggi gli affreschi sono staccati e trasportati su tela, anche se sempre collocati nella posizione originaria.

## Storia
Nel ciclo delle lunette del Chiostro verde, dopo qualche affresco trecentesco isolato, fu stabilito il tema delle Storie della Genesi, al quale lavorarono più artisti a più riprese, tra il 1420 e il 1440. Il primo di loro, come ricordano anche le fonti quattrocentesche, dovrebbe essere stato proprio Paolo Uccello, con la Creazione e Peccato originale. Tornò al ciclo solo poco prima di partire per Venezia, con questa scena che viene datata a poco prima del 1441.
Il ciclo venne restaurato nel 1859. Gli affreschi del Chiostro Verde, soprattutto i riquadri inferiori, vennero pesantemente danneggiati dall'alluvione di Firenze del 1966; se le opere dell'Uccello furono tra le prime ad essere restaurate, gli altri affreschi sono ancora oggi in corso di recupero.

## Descrizione e stile

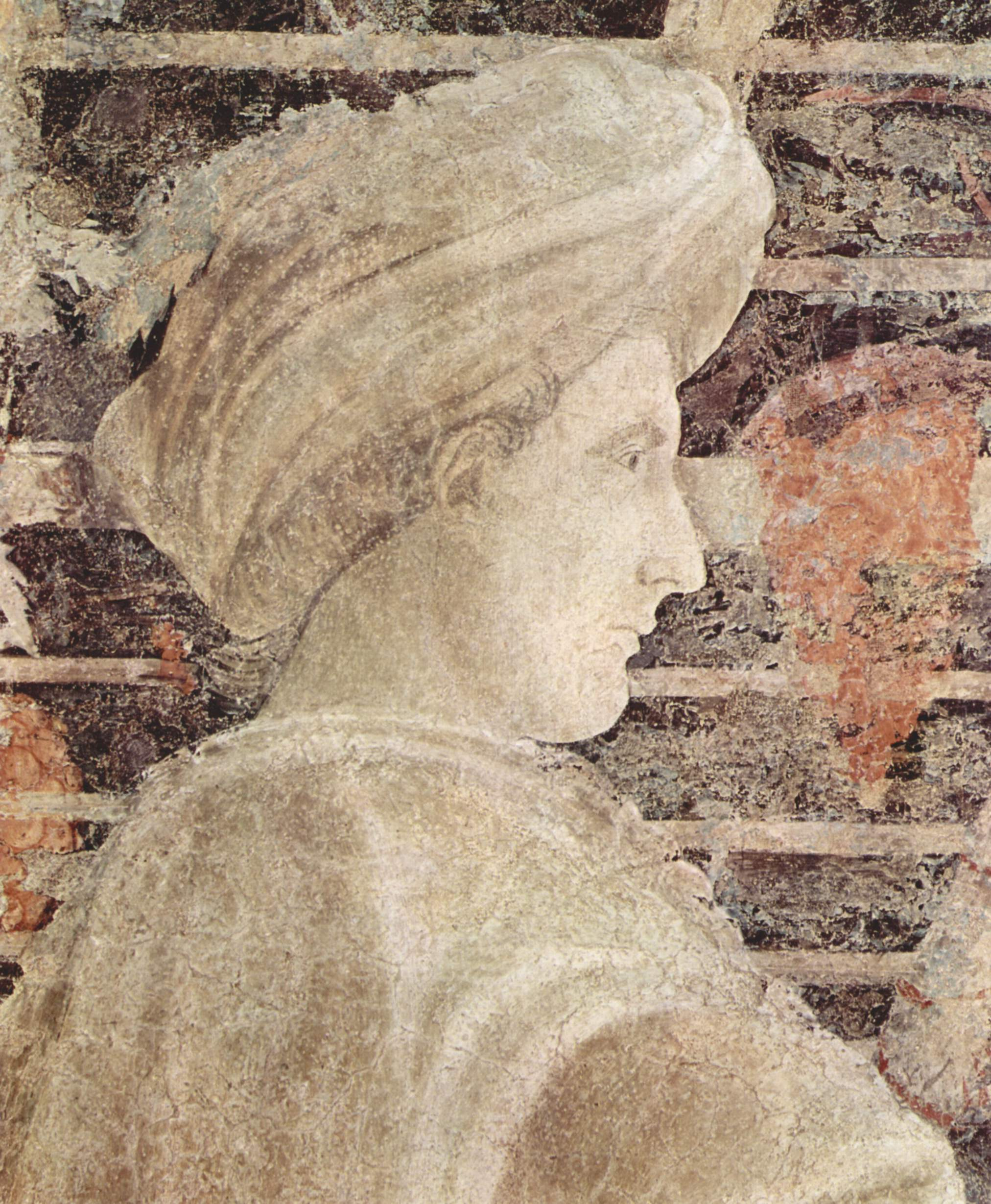
Cam

Le Storie di Noè, in particolare la lunetta del Diluvio e recessione delle acque, sono gli affreschi più famosi del ciclo e una delle opere più emblematiche di Paolo Uccello e della pittura fiorentina di quegli anni in generale. Rispetto a tutte le altre scene del ciclo, mostra già soluzioni compositive e spaziali rivoluzionarie, che giustificano la datazione alla fine della stesura del complesso. 
La lunetta ha una composizione molto affollata e complessa, con due costruzioni piramidali ai due lati, che rappresentano due vedute simmetriche dell'arca di Noè: a sinistra la scena del diluvio vera e propria, tra uomini disperati che cercano invano di salire sull'arca, a destra invece l'uscita dei sopravvissuti. Un duplice punto di fuga incrociato che accentuava, assieme all'irrealtà dei colori, l'espressività dell'episodio, trascinando uomini e cose in un movimento che ha il suo culmine nella parte centrale. L'occhio dello spettatore viene così rapito in profondità, in una sorta di vortice prospettico che esalta la tensione drammatica. L'arca a sinistra appare scorciata inverosimilmente all'infinito, creando uno spazio smisurato. 
I personaggi, che cercano invano di salire, sono scorciati con violenza, da quelli monumentali in primo piano, fino a quelli più piccoli sullo sfondo. Vi si vedono, tra la pioggia, un uomo a cavallo con la spada, con l'animale che a stento tiene fuori la testa dalle acque, un piede che sporge, un giovane che sputa acqua, un altro che cerca di salvare le proprie ricchezze, come i piatti dorati. Al centro si vedono una serie di sfollati dal diluvio, tra cui un uomo che cerca di trovare scampo in una botte. Le pose sono studiate con cura, incastrate l'una nelle altre, come la perfetta coincidenza tra l'uomo col bastone in primo piano e quello appoggiato all'arca, l'uno complementare all'altro. Un albero è scosso dal vento in lontananza. L'effetto generale è quello di una scena onirica e allucinata, dove la prospettiva non è il mezzo per dare un ordine logico e misurabile allo spazio (come in Masaccio), anzi è uno strumento autonomo e irrazionale, dove gli uomini sembrano congelati in azioni innaturali.
A destra si vede l'arca sotto un altro scorcio, dalla quale sta uscendo Noè, nell'atto di prendere il ramoscello d'ulivo dalla colomba. Spicca qui un personaggio maturo in piedi, forse una citazione di un'importante figura legata al convento (tra i nomi proposti ci sono quelli di papa Eugenio IV, in quegli anni ospite dei frati, o di Cosimo il Vecchio) o per alcuni nuovamente Noè: è rappresentato sulla terraferma in atto di benedire (qualcuno gli regge le caviglie, secondo però un'angolazione difficilmente compatibile con la postura del personaggio) mentre guarda attorno a sé la distesa di cadaveri, ordinatamente disposti nella griglia prospettiva, secondo i modi più tipici di Paolo Uccello.
Da notare sono i virtuosismi nella rappresentazione dei "mazzocchi", copricapi a forma di tori sfaccettati, dei quali restano numerosi studi di prospettiva di mano di Paolo Uccello: uno si vede sulla testa della fanciulla in primo piano al centro e un altro è caduto sulle spalle dell'uomo che regge il bastone.
La ricchezza di dettagli e il tono episodico di alcuni rimanda ancora allo stile tardogotico, del quale Paolo Uccello mantenne sempre alcune caratteristiche. 
La scena sottostante mostra il Sacrificio e l'Ebbrezza di Noè, parecchio danneggiata nella parte inferiore dall'alluvione. In un vero e proprio tour de force di invenzioni prospettive e spaziali, l'artista rappresentò a sinistra il gruppo dei familiari di Noè riuniti in semicerchio che stanno eseguendo un sacrificio a Dio (l'offerta si trovava nella parte perduta), il quale appare benedicente e capovolto audacemente a mezza figura in cielo, sotto l'arcobaleno. La piramide a sinistra è di nuovo una rappresentazione dell'arca. I volti delle figure sono spesso caratterizzati con intensità
Al centro Noè agricoltore lavora nella sua vigna, composta di un pergolato magistralmente scorciato; a destra la sua figura ebbra e distesa in una posa sconveniente è ormai cancellata, mentre restano i suoi tre figli in piedi che si interrogano sul da farsi. Spicca per monumentalità il profilo di Cam, nell'arioso sfondo pergolato, ammantato di una pesante cappa che ricorda le statue donatelliane. 
Orizzonte e punto di vista sono rialzati e danno il singolare effetto di incombere sullo spettatore. Al contrario, nel riquadro sottostante sono ribassati, dando un senso di maggiore calma e suggerendo una maggiore profondità.